# Gmina Dianalund
Gmina Dianalund (duń. Dianalund Kommune) - istniejąca w latach 1970-2006 (włącznie) gmina w Danii w okręgu zachodniej Zelandii (Vestsjællands Amt). 
Siedzibą władz gminy było miasto Dianalund. 
Gmina Dianalund została utworzona 1 kwietnia 1970 na mocy reformy podziału administracyjnego Danii. Po kolejnej reformie administracyjnej w roku 2007 weszła w skład nowej gminy Sorø.

## Dane liczbowe
- Liczba ludności: (♀ 3645 + ♂ 3761) = 7406
  - wiek 0-6: 8,2%
  - wiek 7-16: 13,9%
  - wiek 17-66: 63,8%
  - wiek 67+: 14,0%
- zagęszczenie ludności: 110,5 osób/km²
- bezrobocie: 7,9% osób w wieku 17-66 lat
- cudzoziemcy z UE, Skandynawii i USA: 84 na 10 000 osób
- cudzoziemcy z krajów Trzeciego Świata: 143 na 10 000 osób
- liczba szkół podstawowych: 2 (liczba klas: 42)